# Wilhelm Scheiner
Wilhelm Scheiner (* 2. Juli 1852 in Siegen; † 6. November 1922 in Köln-Deutz) war ein deutscher Kunstmaler und Fotograf.

## Leben

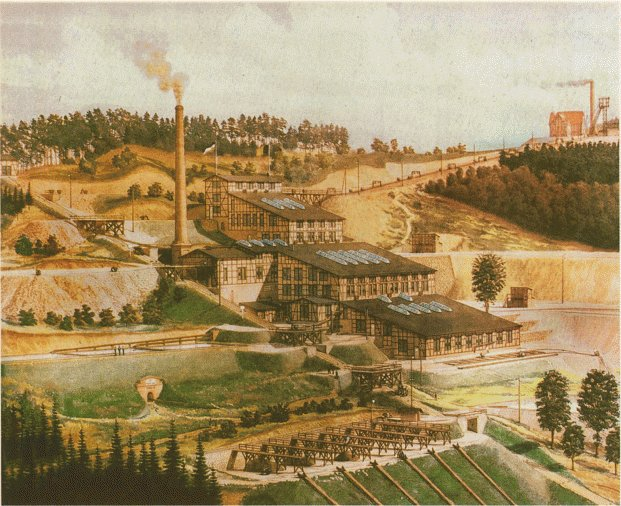
Erzaufbereitung am Lüderich, 1897

Wilhelm Scheiner wurde 1852 in Siegen als Sohn des aus Sohlbach stammenden Landschaftsmalers Jakob Scheiner geboren. Er zog im Alter von zwei Jahren mit seinen Eltern 1854 nach Köln. Dort wurde sein Bruder Julius geboren. Nach vier Jahren in der Armee wurde Wilhelm Scheiner 1875 wegen körperlicher Defizite als untauglich für den Armeedienst erklärt und begann im Anschluss seine Vorbereitungssemester an dem Polytechnikum in Aachen. Obwohl Scheiner ursprünglich Maschineningenieur werden wollte, wechselte er schnell zu den Fachgebieten Chemie und Hüttenwesen. Scheiner arbeitete nach seiner Ausbildung in der Rolandshütte in Weidenau, der Friedrichshütte in Herdorf und schließlich von 1878 bis 1882 in der Charlottenhütte in Niederschelden als technischer Leiter. Aus gesundheitlichen Gründen gab er 1881 seinen Beruf auf, zog zu seinen Eltern nach Köln-Deutz und widmete sich der bildenden Kunst. Dort starb er 1922.

## Werk

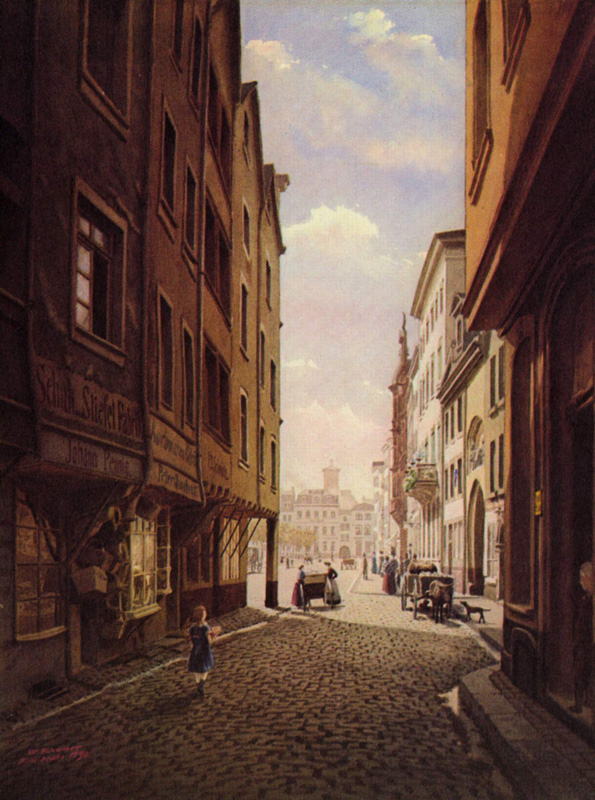
Köln – Heumarkt – Unter Hutmacher – rechts Torbogen zur Fleischhalle

Das künstlerische Werk des Auftragskünstlers Wilhelm Scheiner lässt sich einordnen im Kontext der Vedutenmalerei, wie sie vor allem für das 19. Jahrhundert wichtig war. Die Themen seiner Bilder waren Stadtansichten von Siegen und Köln. Auch Industriemalerei zählt zu seinem Werk. Gemeinsam mit seinem Vater Jakob Scheiner sind heute 850 Blätter nachgewiesen. Scheiner verwendete für seine Arbeiten in Aquarell teilweise Fotografien, hauptsächlich sind aber technische Zeichnungen die Grundlage seiner Werke.

## Ausstellung
- 2015/2016: Köln ungeschönt. Wilhelm Scheiner als Fotograf, Kölnisches Stadtmuseum, Köln.